# Grizzly (танк)
Grizzly I — канадський середній крейсерський танк періоду Другої світової війни на базі M4A1 Sherman з деякими модифікаціями і пізніше був модернізований канадськими гусеницями Dry Pin, які розроблялися лише після припинення виробництва «Гризлі».

## Історія створення
Після Французької кампанії було вирішено, що канадські танкові дивізії, що формуються, будуть оснащені танками, виробленими в Канаді . Результатом став крейсерський танк " Рем ", заснований на шасі та ходовій частині американського M3 Lee ; вони проводилися на Montreal Locomotive Works(MLW) з червня 1941 до серпня 1943 року. Йому на зміну було вирішено поставити версію американського танка М4А1. Виробництво здійснювалося з жовтня до грудня 1943 року . Реєстраційні номери: CT-160194 — CT-160279, CT-163911 — CT-164012.
Виробництво «Гризлі» було зупинено, коли стало очевидно, що машина застаріла, а в США розпочинався випуск танків із 76-мм гарматами. Вивільнені потужності MLW були переорієнтовані на випуск САУ Sexton Mk II . САУ була побудована на шасі «Гризлі» з модифікованою верхньою частиною корпусу для встановлення стандартної гармати QF 25 pounder . «Секстон» був аналогом американського M7 Priest . Невелика партія середніх танків «Гризлі» була оснащена гарматою QF 17 для навчання, але жоден з них не брав участі в бойових діях .
Після війни кілька танків «Гризлі» та самохідок " Секстон " було продано Португалії в рамках програми військової допомоги НАТО . Вони вийшли з експлуатації у 1980-х роках .

## Опис конструкції

### Озброєння
Танк був оснащений 75-мм гарматою M3

### Ходова частина
Гусениці CDP та «зірочка» з 17 зубами, які зазвичай асоціюються з «Гризлі», не були розроблені до припинення виробництва «Гризлі». Вони поряд з більш важкими візками були розроблені для САУ Sexton . Пізніше «Гризлі» були оснащені новою «зірочкою» та гусеницями. Гусениця CDP, яка була легша і простіше, ніж стандартні гусениці США, і не вимагала гуми, якої не вистачало після настання Японії до Південно-Східної Азії та завоювання Малайї .
Деякі з них були переобладнані в ЗСУ " Скінік ", на якій встановлювалися чотири 20-мм гармати Polsten .